# Nové Valteřice (zámek)
Lovecký zámeček Nové Valteřice byl postaven na konci 19. století Lichtenštejny v areálu obce Nové Valteřice v Moravském Berouně. Stavba je postavení ve svahu a částečně podsklepena. Po válce byl zámeček zcela vyrabován. K zásadní rekonstrukci došlo po roce 1945, kdy byl objekt na základě Benešových dekretů původním majitelům vyvlastněn. Skládá se ze dvou přízemních budov vzájemně spojených krytým přechodem. Obě mají zdi i střechu tvořenou vlnitým plechem. Hlavní velký pavilon stojí na mohutné kamenné podezdívce, v níž jsou vybudované místnosti. Střecha je plechová, přední část je opatřená arkádami podpíranými litinovými sloupky. Ty jsou v horní části zdobené ornamentem navozujícím dojem krajky. Při pohledu dovnitř (majetek je v držení soukromé firmy) jsou vidět valené stropní klenby. Zdi jsou postavené z vlnitého plechu.
Malý pavilon, stojící za hlavním velkým, je přízemní obdélného půdorysu, původně hodovní místnost později sloužila jako táborová jídelna. Střecha je sedlová nesena kovovými plochými pilíři, zdobenými ornamentem krajkové struktury. S hlavním pavilonem spojen sedlovou stříškou, kryjící přístupový chodník. Nejzajímavější částí budovy je litinový pavilon zakoupený na  Vídeňské světové výstavě roku 1873. Památková ochrana vyhlášena 3. 5. 1958 vedené pod číslem 30924/8-146. Jedná se o konstrukčně ojedinělý příklad zahraniční importované architektury.

## Majitelé
Stavbu nechali postavit Lichtenštejnové v rozmezí let 1864 – 1876. Po roce 1945 byl vyvlastněn a přešel do majetku státu. Evidenční list nemovité kulturní památky z října 1966 udává jako majitele Chemické závody Ostrava, Hrušovské chemické závody s tím, že areál slouží jako rekreační středisko zaměstnanců a v létě jako pionýrský tábor jejich dětí. V roce 2009 se firma CLAW s. r. o. objekt pokusila za 18 milionů, z veřejně dostupných dat není známo, kdy objekt získala. Obchodní rejstřík v zápisu firmy CLAW s. r. o. udává, že sídlo firmy na zámečku bylo od 30. června 2004 do 22. 7. 2014.

## Současný stav

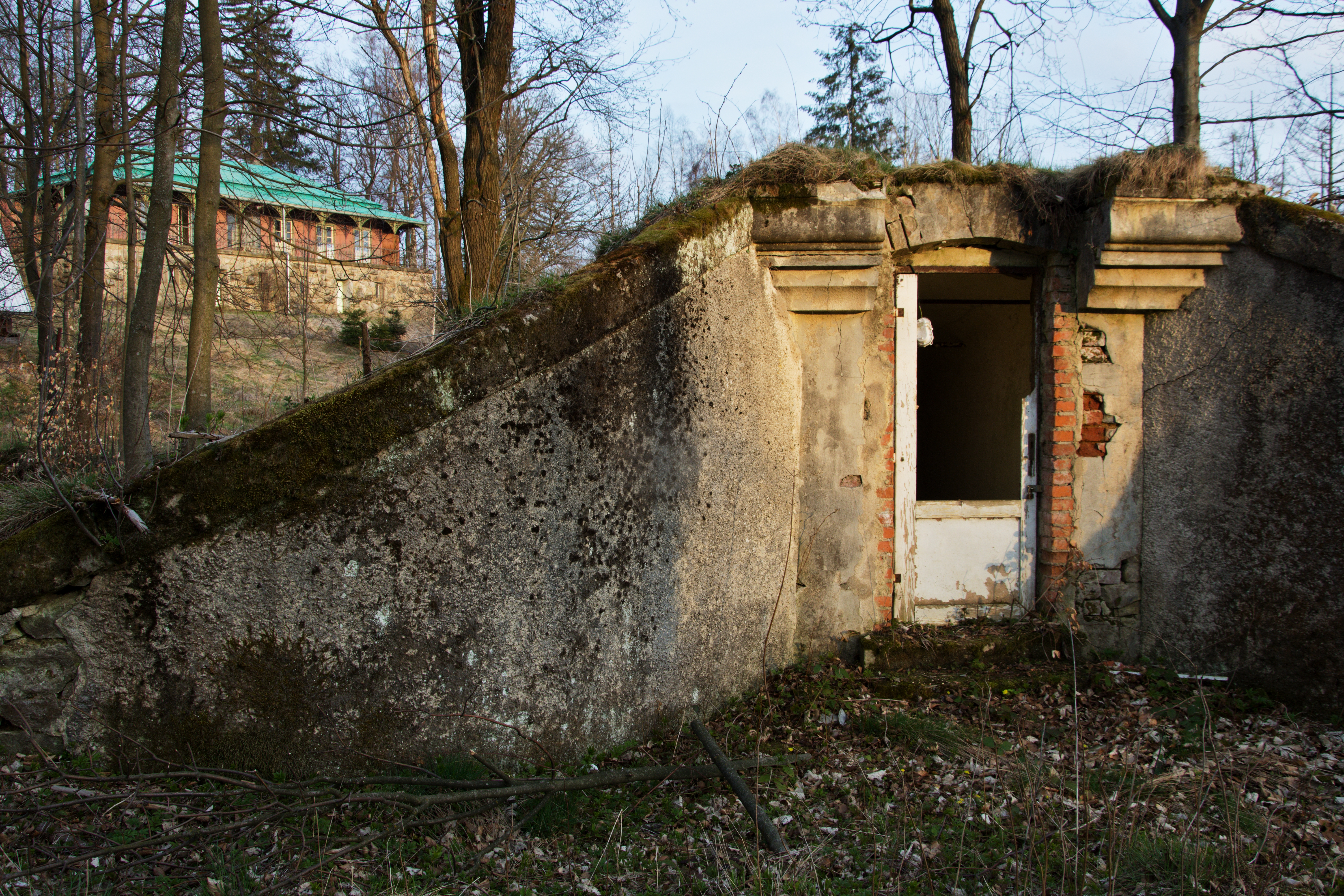
Stáčírna minerálních vod Nové Valteřice

Hlavní budova je na první pohled neutěšená, ale v relativně slušném stavu. Stáčírna minerálních vod je nezabezpečená, volně přístupná a v dezolátním stavu. Původně měla stáčírna průtok 2 litry za sekundu a 62 208 000 litrů za rok. Fotbalové hřiště je zarostlé v hrací ploše náletovými dřevinami. Celý areál je vystaven náletu dřevin z nedalekého lesa, zejména buků a bříz. Bazén je prázdný s popraskanou dlažbou a nefunkční. Zámecký park pravděpodobně nikdy neměl charakter klasického zámeckého parku.
Ing. Halamíčková z Krajské správy památkové péče a ochrany přírody (KSSPPOP) ve zprávě z roku 1985 udává, že se nejedná o park, ale lesní porost, přičemž plocha je z hlediska ochrany památkového objektu bezpředmětná. Důvodem je neexistence vzácných solitérů. Původní schodiště vedoucí k areálu je v podstatě neznatelné, najít se dá podle stále stojícího zábradlí. Přístupová cesta je zarostlá. V areálu stále stojí chatky bývalého pionýrského tábora, dětské prolézačky a jsou rozeznatelné zbytky dětského hřiště.